# ضربان قلب (ترانه انریکه ایگلسیاس)
«ضربان‌قلب» (به انگلیسی: Heartbeat) تک‌آهنگی از هنرمند اهل اسپانیا انریکه ایگلسیاس، نیکول شرزینگر است که در ۳۰ سپتامبر ۲۰۱۰ منتشر شد. این تک‌آهنگ در آلبوم خوشحالی (آلبوم) قرار داشت.
این تک‌آهنگ در چارت‌های در رتبه اول و در چارت‌های ، استرالیا، بریتانیا، دانمارک، جزو ده ترانه اول قرار گرفت.